# Малые Крушлинцы
Ма́лые Кру́шлинцы (укр. Малі́ Кру́шлинці) — село в Винницком районе Винницкой области Украины.
Код КОАТУУ — 0520683503. Население по переписи 2001 года составляет 1684 человека. Почтовый индекс — 23242. Телефонный код — 432.
Занимает площадь 2,96 км².
В селе действует храм Покрова Пресвятой Богородицы Винницкого районного благочиния Винницкой епархии Украинской православной церкви.

## Адрес местного совета
23242, Винницкая область, Винницкий р-н, с.Малые Крушлинцы, ул.Независимости, 2, тел. 58-24-22